# Éthylène-acétate de vinyle

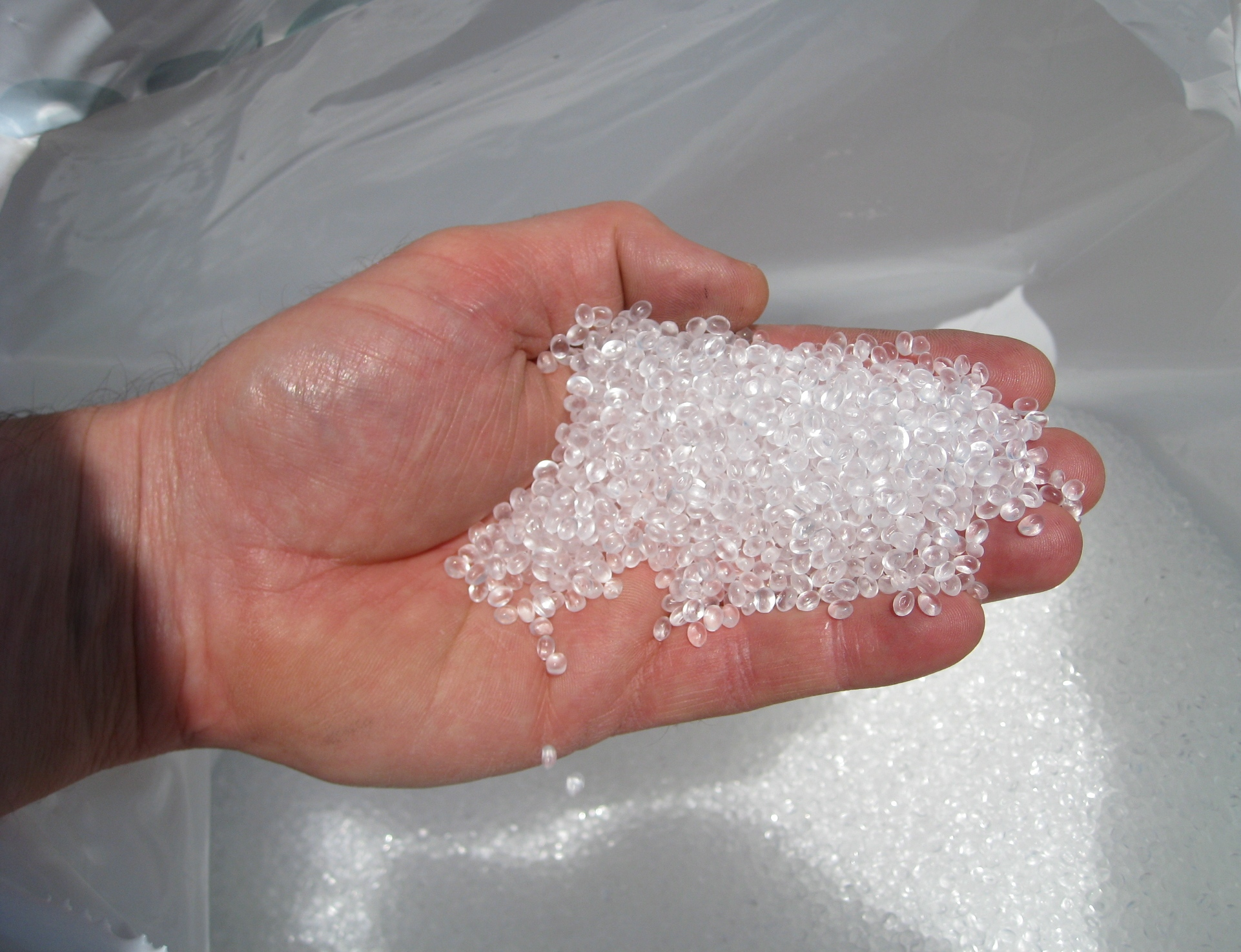
Granulés d'EVA destinés à être mis en forme.

Pour les articles homonymes, voir EVA.
L'éthylène-acétate de vinyle ou EVA (en anglais : ethylene-vinyl acetate) est issu de la copolymérisation de l'éthylène avec l'acétate de vinyle. Il a été commercialisé en 1950 par ICI.

## Propriétés
Les copolymères EVA contiennent environ 20 % en masse de comonomère acétate de vinyle. Leurs propriétés adhésives sont en étroite relation avec la polarité de ce dernier.
Cette résine présente un caractère plus élastomère que le polyéthylène. En effet, l'introduction du motif acétate diminue la cristallinité, donc la rigidité. Cela permet plus de flexibilité et une meilleure tenue aux chocs, même à basse température.
Cette matière est certifiée contact alimentaire.

## Secteurs d'activité
Les polymères thermoplastiques EVA sont à la base de la fabrication des colles thermofusibles (colles hot melt), de films étirables transparents et de gants souples.
L'EVA est retrouvé dans de nombreux secteurs d'activité comme l'emballage, l'alimentaire, le médical, l'automobile et la construction.

### EVA pour l'industrie du verre
L'EVA est aussi très utilisé dans l'industrie du verre, principalement pour la création de verres feuilletés (communément appelés verres laminés). Dans l'industrie de la lamination du verre, l'EVA est principalement utilisé, en tant qu'adhésif, pour remplacer des matières telles que le poly(butyral vinylique) (PVB).
Il existe deux types d'EVA pour la lamination du verre :
- les EVA thermoplastiques, bon marché ;
- les EVA thermodurcissables, plus chers, offrent une meilleure qualité d'adhésion et de compatibilité avec divers produits.

### EVA thermoplastiques
D'après.
- Ils peuvent fondre à une plus basse température (environ 60 °C) ; il ne peut pas y avoir de réticulation.
- La qualité de l'adhésion est beaucoup plus faible.
- Ils ne sont pas très polyvalents et sont limités en termes de compatibilité.

### EVA thermodurcissables
D'après Megan Headley.
- Ils peuvent fondre à une température plus élevée (environ 85 °C) et il peut y avoir réticulation (adhésion complète) à une température plus élevée.
- La qualité d'adhésion est très élevée et quasi totale.
- Ils sont très polyvalents et sont compatibles avec divers types de produits.
- Ils sont réputés pour leur utilisation notamment dans les verres architecturaux, décoratifs, sécuritaires, blindés et photovoltaïques.

## Commerce
En 2014, la France est nette exportatrice d'éthylène-acétate de vinyle d'après les douanes françaises. Le prix moyen à la tonne à l'export était de 1 700 €.